# ラウシュ・フェンウェイ・レーシング
ラウシュ・フェンウェイ・ケセロウスキー・レーシング（Roush Fenway Keselowski Racing, RFK）はアメリカ合衆国のストックカーレーシングチーム。
ノースカロライナ州コンコードに本拠地を置き、現在はNASCARカップ・シリーズのみに参戦している。

## 概要
かつてはチームオーナーのジャック・ラウシュの名を冠した「ラウシュ・レーシング」と称していたが、2007年にMLBのボストン・レッドソックスやプレミアリーグのリヴァプールFC等を運営している企業、フェンウェイ・スポーツ・グループ(FSG)がチームの資産の50%を取得し、現在の「ラウシュ・フェンウェイ・レーシング」を設立した。
1988年のチーム創設以来、一貫してフォードの車両を使用し続けている。チーム内にエンジン開発部門のラウシュ・イェーツ・エンジンを保有しており、 他のフォード勢にエンジンを供給している主要チームである。
2022年にブラッド・ケセロウスキーが移籍し、ドライバー兼副オーナーになったため、チーム名もラウシュ・フェンウェイ・ケセロウスキー・レーシングに改名された。

## ドライバー

### NASCARカップ・シリーズ

#### 現在（2024年）
- #06　ブラッド・ケセロウスキー（2021年 - ）
- #017　クリス・ブッシャー（英語版）（2012年 - ）

#### 過去の所属ドライバー
- マーク・マーティン（英語版）（1988年 - 2006年）
- ウォリー・ダレンバック・ジュニア（英語版）（1992年 - 1993年）
- テッド・マスグレイヴ（英語版）（1994年 - 1998年）
- ジェフ・バートン（1996年 - 2004年）
- チャド・リトル（英語版）（1997年 - 2000年）
- ジョニー・ベンソン・ジュニア（英語版）（1998年 - 1999年）
- ケヴィン・レペイジ（英語版）（1998年 - 2000年）
- マット・ケンゼス（1998年 - 2012年, 2018年）
- カート・ブッシュ（2000年 - 2005年）
- グレッグ・ビッフル（2002年 - 2016年）
- デイヴ・ブレイニー（英語版）（2004年）
- カール・エドワーズ（2004年 - 2014年）
- ケニー・ウォレス（英語版）（2005年）
- トッド・クルーヴァー（英語版）（2006年）
- ジェイミー・マクマーレイ（2006年 - 2009年）
- デヴィッド・レーガン（英語版）（2006年 - 2011年）
- リッキー・ステンハウス・ジュニア（英語版）（2012年 - ）
- トレヴァー・ベイン（2014年 - 2018年）
- ライアン・リード（英語版）（2016年）
- ライアン・ニューマン（2019年 - 2021年）

### エクスフィニティ・シリーズ

#### 過去の所属ドライバー
- マーク・マーティン（英語版）（1992年 - 2007年）
- テッド・マスグレイヴ（英語版）（1995年, 1997年）
- ジェフ・バートン（1997年 - 2006年）
- ティム・ベンダー（英語版）（1997年）
- ロビー・ライザー（英語版）（1997年）
- チャド・リトル（英語版）（1998年）
- ジェイソン・シューラ―（英語版）（2000年）
- グレッグ・ビッフル（2001年 - 2002年, 2004年, 2006年 - 2009年）
- マット・ケンゼス（2004年 - 2011年）
- ハンク・パーカー・ジュニア（英語版）（2005年 - 2006年）
- カール・エドワーズ（2005年 - 2012年）
- ダニー・オクィン・ジュニア（英語版）（2006年 - 2007年）
- トッド・クルーヴァー（英語版）（2006年 - 2007年）
- デヴィッド・レーガン（英語版）（2006年 - 2009年）
- ケニー・ウォレス（英語版）（2007年）
- ジェイミー・マクマーレイ（2007年 - 2008年）
- エリック・ダーネル（英語版）（2007年 - 2010年）
- コリン・ブラウン（英語版）（2007年 - 2010年）
- リッキー・ステンハウス・ジュニア（英語版）（2009年 - 2013年, 2016年）
- ブライアン・イクラー（英語版）（2010年）
- ポール・メナード（英語版）（2010年）
- ビリー・ジョンソン（2010年 - 2013年）
- トレヴァー・ベイン（2010年 - 2014年, 2016年）
- ケヴィン・スウィンデル（英語版）（2011年）
- クリス・ブッシャー（英語版）（2011年 - 2015年）
- トラヴィス・パストラーナ（2012年 - 2013年）
- ライアン・リード（英語版）（2013年 - 2018年）
- エリオット・サドラー（英語版）（2015年）
- グレイ・ガウルディング（英語版）（2016年）
- タイ・マジェスキー（英語版）（2017年 - 2018年）
- コナー・デイリー（2018年）
- オースティン・シンドリック（英語版）（2018年）

### キャンピング・ワールド・トラック・シリーズ

#### 過去の所属ドライバー
- テッド・マスグレイヴ（英語版）（1995年 - 1996年）
- ジェフ・バートン（1996年）
- マーク・マーティン（英語版）（1996年, 2005年 - 2006年）
- グレッグ・ビッフル（1998年 - 2001年）
- カート・ブッシュ（2000年 - 2001年）
- カール・エドワーズ（2003年 - 2004年, 2006年 - 2007年）
- トッド・クルーヴァー（英語版）（2005年）
- デヴィッド・レーガン（英語版）（2006年）
- エリック・ダーネル（英語版）（2006年 - 2008年）
- ダニー・オクィン・ジュニア（英語版）（2007年）
- コリン・ブラウン（英語版）（2007年 - 2009年）

## NASCARチャンピオンシップ

### モンスターエナジー・NASCARカップ・シリーズ
- 2003年 - マット・ケンゼス（No.17, フォード）[1]
- 2004年 - カート・ブッシュ（No.97, フォード）[2]

### エクスフィニティ・シリーズ
- 2002年 - グレッグ・ビッフル（No.60, フォード）[3]
- 2007年 - カール・エドワーズ（No.60, フォード） [4]
- 2011年 - リッキー・ステンハウス・ジュニア（英語版）（No.6, フォード）[5]
- 2012年 - リッキー・ステンハウス・ジュニア（No.6, フォード）[6]
- 2015年 - クリス・ブッシャー（英語版）（No.60, フォード）[7]

### キャンピング・ワールド・トラック・シリーズ
- 2000年 - グレッグ・ビッフル（No.50, フォード）[8]

## 提携関係

### ラウシュ・イェーツ・エンジン(Roush-Yates Engines)
2004年、長年ライバル関係にあったイェーツ・レーシングとエンジン開発部門を統合し、ラウシュ・イェーツ・エンジンを設立。以来、ウッド・ブラザーズ・レーシングを始めとする多くのチームにエンジンを供給している。
2019年時点では、チーム・ペンスキー、ウッド・ブラザーズ・レーシング、スチュワート＝ハース・レーシング、フロント・ロウ・モータースポーツ、ゴー・ファス・レーシング等がラウシュ・イェーツの主要クライアントとなっている。